# Melsbroek
Melsbroek is een dorp in de Belgische provincie Vlaams-Brabant en een deelgemeente van de gemeente Steenokkerzeel. In 2001 telde Melsbroek 2300 inwoners. Het is een landelijke woonplaats die vlak bij Brussel gelegen is. Melsbroek was een zelfstandige gemeente tot aan de gemeentelijke herindeling van 1977.

## Geschiedenis
Melsbroek ligt aan de Romeinse heerbaan van Mechelen naar Gembloers.
De middeleeuwse heerlijkheid behoorde aanvankelijk aan de familie de Melbruc en later van Meerbeke, van Nuwenhove, de Locquenghien en de Gasparoly. In 1659 werd de heerlijkheid tot baronie verheven en Karel de Locquenghien was de eerste baron. Vanaf 1134 was het patronaatsrecht van de kerk in handen van het Sint-Goedelekapittel te Brussel.
In 1938 werd door het Belgische leger een vliegveld gebouwd aan de Haachtsesteenweg. In 1941 bouwde de Duitse bezetter de kazerne Groeneveld, de verkeerstoren Batavia en een drietal start- en landingsbanen. Dit vliegveld werd gebruikt in het kader van de Slag om Engeland. Vanaf 1946 werd het vliegveld door de Regie der Luchtwegen geleidelijk omgebouwd tot nationale luchthaven. Ten behoeve van de Expo 58 werd te Zaventem in 1957 een nieuw complex aangelegd en ontstond daar de Nationale Luchthaven Brussel.
Te Melsbroek bleef de militaire luchthaven bestaan. Vanaf 1953 werden van hier ook humanitaire vluchten uitgevoerd. Daarnaast arriveren hier nog allerlei regeringsleiders die op staatsbezoek komen.

## Bezienswaardigheden
- De Sint-Martinuskerk
- Het Kasteel van Boetfort
- Het Kasteel van Meerbeek
- Het Hof ten As

## Natuur
Melsbroek ligt in Zandlemig Vlaanderen en de hoogte varieert tussen 15 en 40 meter. Een groot deel van de oppervlakte wordt ingenomen door het vliegveld. De omgeving is toch al sterk verstedelijkt en kent ook drukke autowegen van en naar de stad Brussel. Ten noorden van het dorp loopt de Barebeek.
Tot de belangrijke natuurgebieden hoort het Floordambos. Dit is een klein bos (ca. 7 ha) met een sterke heterogeniteit aan bostypes. Een groot deel ervan is vrij vochtig en bestaat uit broekbossen, met voornamelijk els, berk en es. Het Floordambos behoort tot de EU-habitat richtlijn en is dus beschermd gebied op Europees niveau. Dit is onder meer het gevolg van de grote botanische waarde wat betreft de kruidlaag van het bos: het Floordambos is een goede vindplaats voor gevlekte aronskelk en slanke sleutelbloem en ook de oude bosplanten daslook en bosanemoon hebben er grote populaties, naast vele andere planten. Een woonzorgcentrum aan de bosrand draagt tevens de naam Floordam.

## Demografische ontwikkeling
- Bronnen:NIS, Opm:1831 tot en met 1970=volkstellingen; 1976 = inwoneraantal op 31 december
- 1947: Terugval van het inwonersaantal als gevolg van de bouw van de militaire luchthaven

## Sociale kaart
Het Nationaal Multiple Sclerose Centrum is in de deelgemeente gevestigd.

## Bekende inwoners
- Kim Gevaert (1978), atlete (ereburger van Steenokkerzeel)

## Overige
- Sint-Maarten is de patroonheilige van Melsbroek. Hij is de beschermheilige van onder meer de armen en soldaten.
- Het dorp is sinds 1953 de thuisbasis van voetbalclub FC Melsbroek.

## Nabijgelegen kernen
Berg, Perk, Peutie, Machelen